# Bandar khooi
Bandar khooi là một loài bọ cánh cứng trong họ Cerambycidae.